# Conselleria de Justícia i Administració Pública de la Generalitat Valenciana
La conselleria de Justícia i Administració Pública de la Generalitat Valenciana és un departament o conselleria del Consell de la Generalitat Valenciana encarregat de gestiona les competències en matèria de justícia, consultes populars, col·legis professionals, fundacions, associacions, registres i notariat, funció pública i tecnologies de la informació i la comunicació de l’administració.
Aquestes competències han estat agrupades en diverses legislatures, i des de l'onzena legislatura és màxima responsable la consellera Nuria Martínez Sanchis.

## Històric de competències
Les competències en matèria de justícia són assumides per la Generalitat Valenciana l'any 1999 (V Legislatura), i són integrades amb les d'Administració Pública, que comptava amb un departament amb entitat pròpia des de la primera legislatura.
A la VIII legislatura (2011-2015) es dissol. Per una banda les competències de Justícia s'agrupen amb les de Benestar Social primer i després amb les d'Interior o Governació, i les d'Administració Pública amb les d'Hisenda. En la següent legislatura, la novena (2015-2019), es tornen a agrupar en el mateix departament sota el nom de Justícia, Administració Pública, Reformes Democràtiques i Llibertats Públiques. A la desena incorpora les competències d'interior en la conselleria de Justícia, Interior i Administració Pública.
L'XI Legislatura desapareix l'agrupació. Justícia manté les competències d'Interior com havia passat en l'anterior legislatura, però les d'Administració Pública passen a ser gestionades juntament amb les d'Hisenda de nou. Durant la mateixa legislatura es produeix una remodelació del Consell per tal de tornar a agrupar Justícia i Administració Pública mentre que les competències d'Interior passaran a comptar amb un departament propi.

## Llista de conselleres i consellers
| # | Legislatura                                                     | Nom                                                             | Nom                                                             | Inici mandat                                                    | Fi mandat                                                       | Partit polític                                                  | Partit polític                                                  |
| Conselleria de Justícia i Administracions Públiques (1999-2005)                                           | Conselleria de Justícia i Administracions Públiques (1999-2005) | Conselleria de Justícia i Administracions Públiques (1999-2005) | Conselleria de Justícia i Administracions Públiques (1999-2005) | Conselleria de Justícia i Administracions Públiques (1999-2005) | Conselleria de Justícia i Administracions Públiques (1999-2005) | Conselleria de Justícia i Administracions Públiques (1999-2005) | Conselleria de Justícia i Administracions Públiques (1999-2005) |
| --- | --------------------------------------------------------------- | --------------------------------------------------------------- | --------------------------------------------------------------- | --------------------------------------------------------------- | --------------------------------------------------------------- | --------------------------------------------------------------- | --------------------------------------------------------------- |
| 1 | V                                                               |                                                                 | Serafín Castellano Gómez                                        | 23 de juliol de 1999                                            | 22 de maig de 2000                                              |                                                                 | PP                                                              |
| 2 | V                                                               |                                                                 | Carlos González Cepeda                                          | 22 de maig de 2000                                              | 21 de juny de 2003                                              |                                                                 | PP                                                              |
| 3 | VI                                                              |                                                                 | José Víctor Campos Guinot                                       | 21 de juny de 2003                                              | 27 d'agost de 2004                                              |                                                                 | PP                                                              |
| 4 | VI                                                              |                                                                 | Miguel Peralta Viñes                                            | 27 d'agost de 2004                                              | 29 de juny de 2007                                              |                                                                 | PP                                                              |
| 8 | VII                                                             |                                                                 | Fernando de Rosa Torner                                         | 29 de juny de 2007                                              | 18 de setembre de 2008                                          |                                                                 | Independent                                                     |
| 9 | VII                                                             |                                                                 | Paula Sánchez de León                                           | 18 de setembre de 2008                                          | 22 de juny de 2011                                              |                                                                 | PP                                                              |
| Dissolta (2011-2015)                                                                                      |                                                                 |                                                                 |                                                                 |                                                                 |                                                                 |                                                                 |                                                                 |
| Conselleria de Justícia, Administració Pública, Reformes Democràtiques i Llibertats Públiques (2015-2019) |                                                                 |                                                                 |                                                                 |                                                                 |                                                                 |                                                                 |                                                                 |
| Conselleria de Justícia, Interior i Administració Pública (2019-2023)                                     |                                                                 |                                                                 |                                                                 |                                                                 |                                                                 |                                                                 |                                                                 |
| 10 | IX i X                                                          |                                                                 | Gabriela Bravo Sanestanislao                                    | 30 de juny de 2015                                              | 7 de juliol de 2023                                             |                                                                 | Independent                                                     |
| Dissolta (2023-2024)                                                                                      |                                                                 |                                                                 |                                                                 |                                                                 |                                                                 |                                                                 |                                                                 |
| Conselleria de Justícia i Administració Pública (2024- )                                                  |                                                                 |                                                                 |                                                                 |                                                                 |                                                                 |                                                                 |                                                                 |
| 11 | XI                                                              |                                                                 | Nuria Martínez Sanchis                                          | 22 de novembre de 2024                                          | Actualitat                                                      |                                                                 |                                                                 |